# 豪金斯灣
豪金斯灣（英語：Howkins Inlet），是南極洲的海灣，處於布魯克斯角和拉姆角之間，長11公里，在1940年12月由美國研究隊發現和拍攝空中照片，現時由南極條約體系管理。

## 外部連結
. . United States Geological Survey.   [2012-06-29].
73°40′S 60°54′W / 73.667°S 60.900°W